# Alexandersarkofagen

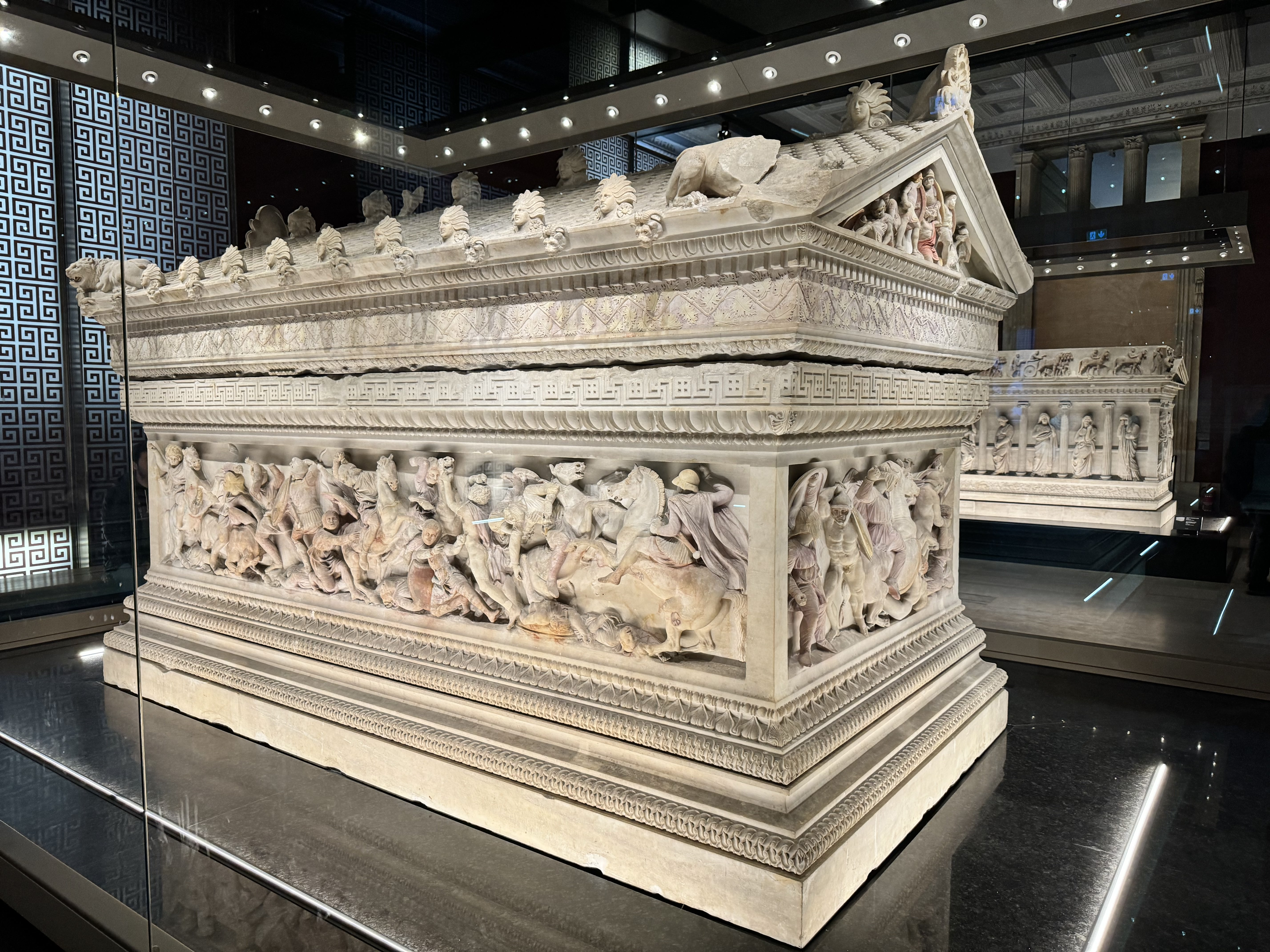
Alexandersarkofagen.

Alexandersarkofagen är ett grekiskt-attiskt arbete av pentelisk marmor i två block, utfört av en konstnär ur Lysippos krets omkring år 320 f.Kr. för någon furste eller krigare i Alexander den stores omgivning. Den upptäcktes tillsammans med flera andra sarkofager år 1887 i en klippgrav i Sidon och förvaras nu i arkeologiska museet i Istanbul.
Sarkofagens basparti har en jonisk profilering, medan locket har formen av ett tempeltak med reliefer på gavelpartierna. Sarkofagens stora framställningar visas i högrelief, som ännu har kvar mycket av den ursprungliga bemålningen i enkaustik. Det är strids- och jaktscener och särskilt märklig är den mäktiga kompositionen med Alexander den store i drabbningen vid Issos, som företer likhet med Alexanderslaget.

## Bilder

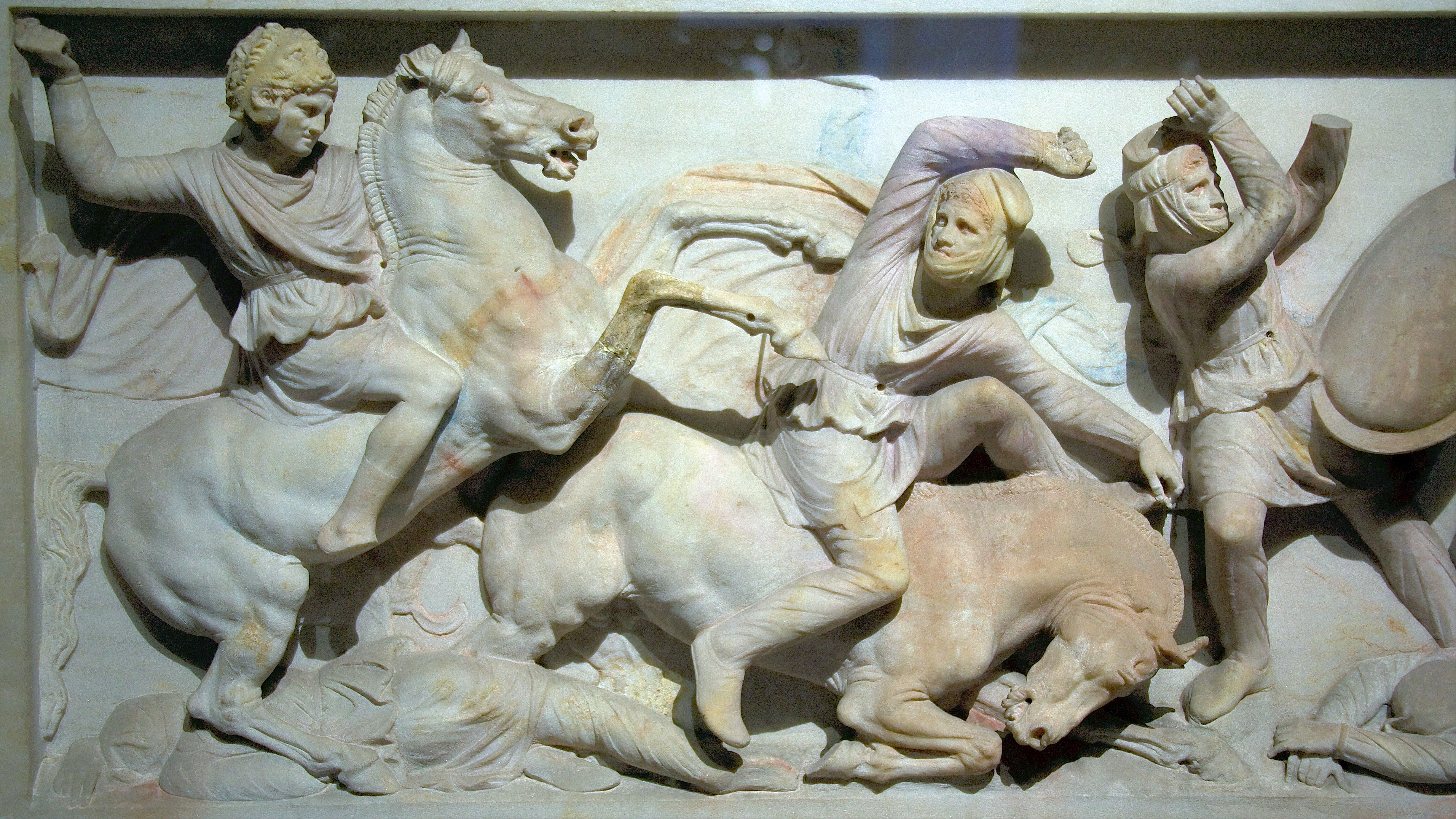
Alexander skingrar perserna på en av långsidorna av sarkofagen.
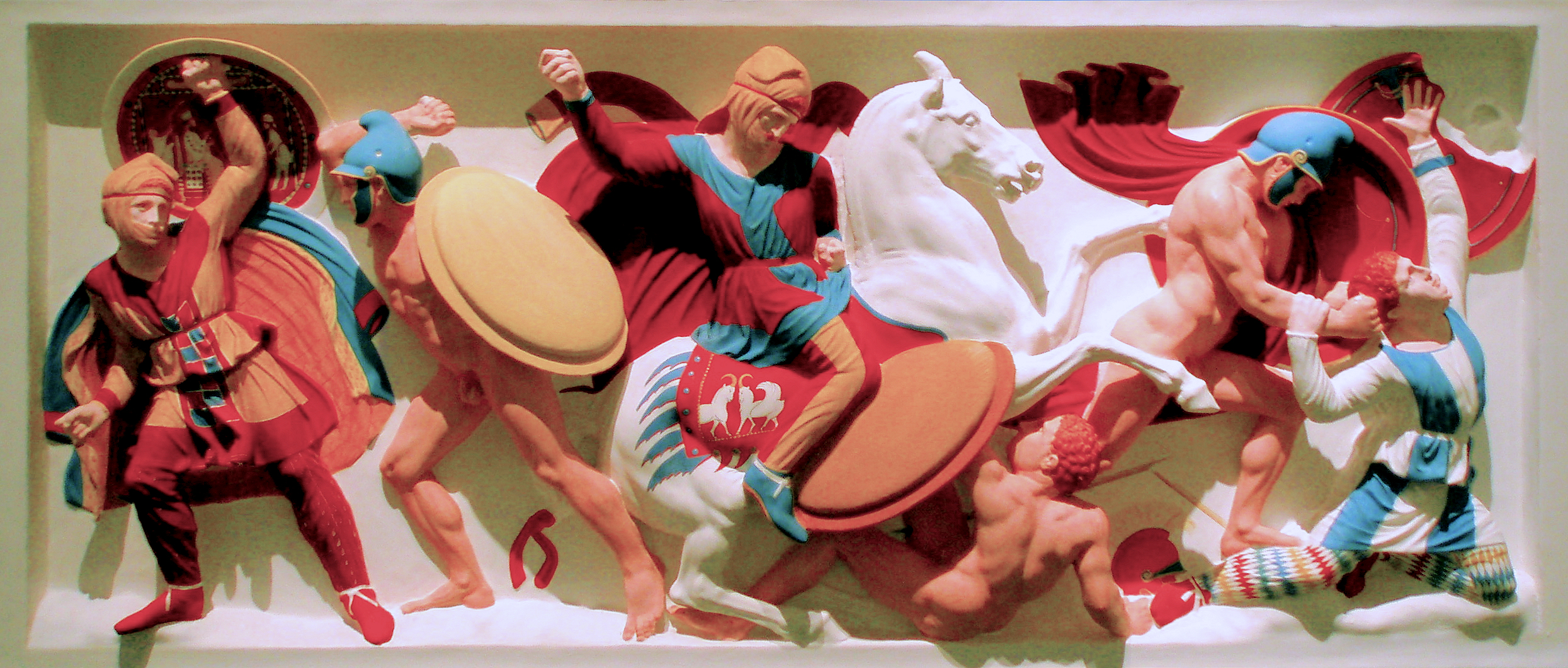
Färgrekonstruktion av en av kortsidorna.
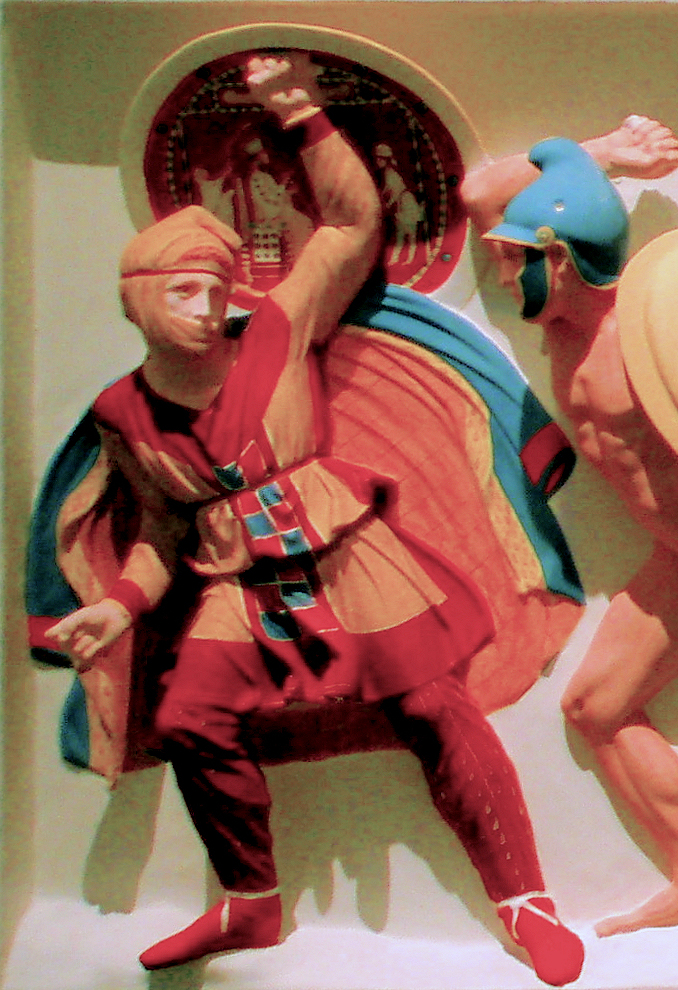
Färgrekonstruktion av akemenidiskt infanteri på sarkofagen.
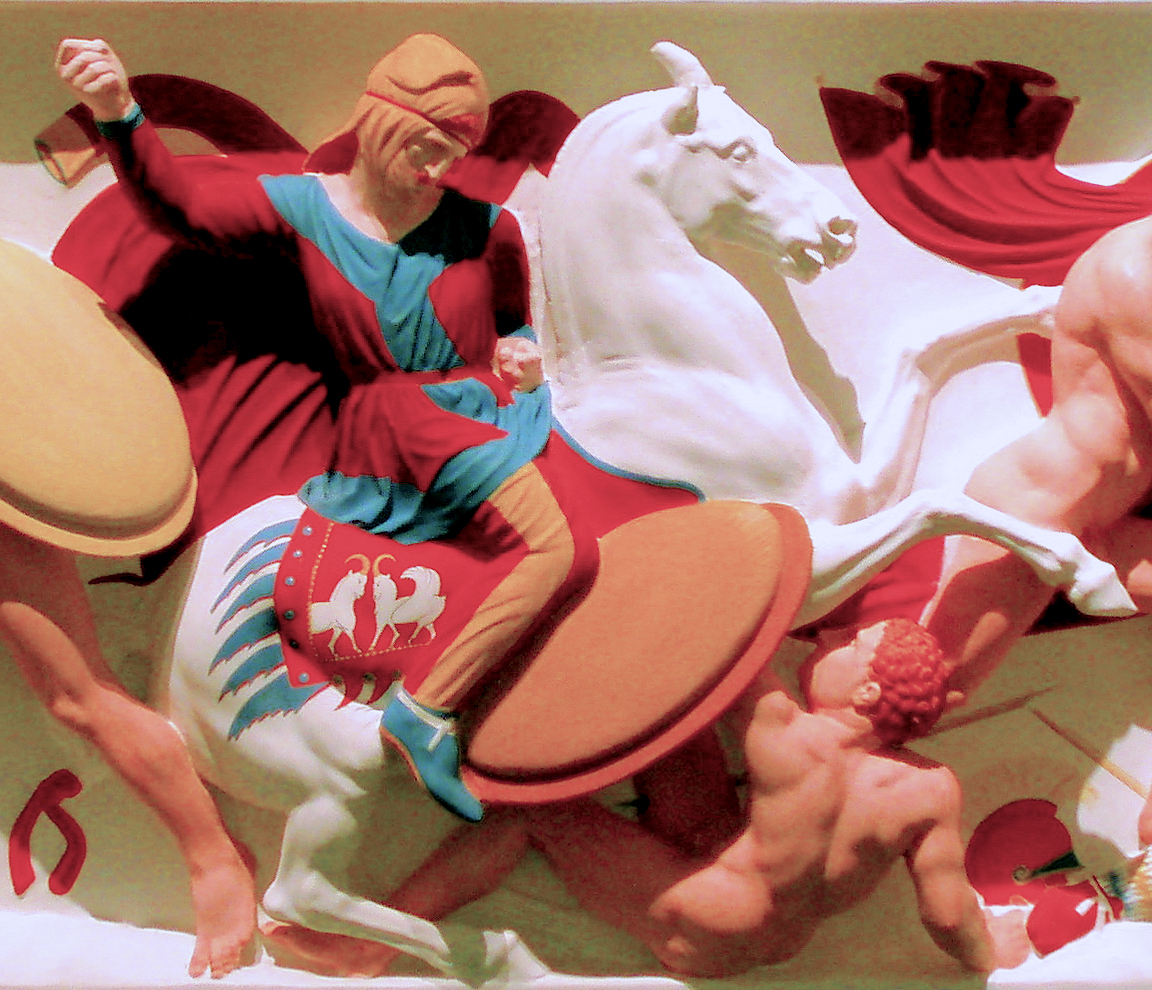
Färgrekonstruktion av akemenidiskt kavalleri på sarkofagen.